# Mount Isa
Mount Isa (/ˈaɪzə/ EYE-zə) là một thành phố ở vùng Gulf Country của Queensland, Úc. Thành phố hình thành nhờ những mỏ quặng tại đây.
Với dân số ước tính 18.588 (tháng 6 năm 2018), Mount Isa là trung tâm hành chính, thương mại và công nghiệp của vùng đông bắc rộng lớn Queensland. Dù tọa lạc trên khu vực khô cằn, hồ nhân tạo Moondarra (cách thành phố 19 kilômét (12 mi)) giúp cấp nước sử dụng và cũng là nơi các hoạt động thể thao nước, ngắm chim và câu cá diễn ra. Dân địa phương hay gọi Mount Isa là "The Isa".
Do sự khai thác và sản xuất chì, Mount Isa có một trong những hệ thống kiểm định chất lượng không khí nghiêm ngặt nhất đất nước. Những quan ngại đã nổi lên do sự nhiễm chì ở trẻ nhỏ và sự ô nhiễm không khí trong thành phố.

## Địa lý

### Khí hậu
Mount Isa có khí hậu bán khô hạn (phân loại khí hậu Köppen BSh). Mùa hè rất nóng với lượng mưa và độ ẩm thay đổi thường xuyên do ảnh hưởng của gió mùa.
| Dữ liệu khí hậu của Mount Isa             | Dữ liệu khí hậu của Mount Isa | Dữ liệu khí hậu của Mount Isa | Dữ liệu khí hậu của Mount Isa | Dữ liệu khí hậu của Mount Isa | Dữ liệu khí hậu của Mount Isa | Dữ liệu khí hậu của Mount Isa | Dữ liệu khí hậu của Mount Isa | Dữ liệu khí hậu của Mount Isa | Dữ liệu khí hậu của Mount Isa | Dữ liệu khí hậu của Mount Isa | Dữ liệu khí hậu của Mount Isa | Dữ liệu khí hậu của Mount Isa | Dữ liệu khí hậu của Mount Isa |
| Tháng                                     | 1                             | 2                             | 3                             | 4                             | 5                             | 6                             | 7                             | 8                             | 9                             | 10                            | 11                            | 12                            | Năm                           |
| ----------------------------------------- | ----------------------------- | ----------------------------- | ----------------------------- | ----------------------------- | ----------------------------- | ----------------------------- | ----------------------------- | ----------------------------- | ----------------------------- | ----------------------------- | ----------------------------- | ----------------------------- | ----------------------------- |
| Cao kỉ lục °C (°F)                        | 45.9 (114.6)                  | 43.5 (110.3)                  | 41.9 (107.4)                  | 38.6 (101.5)                  | 37.8 (100.0)                  | 34.3 (93.7)                   | 35.2 (95.4)                   | 36.4 (97.5)                   | 39.5 (103.1)                  | 42.5 (108.5)                  | 43.9 (111.0)                  | 45.1 (113.2)                  | 45.9 (114.6)                  |
| Trung bình ngày tối đa °C (°F)            | 36.4 (97.5)                   | 35.4 (95.7)                   | 34.4 (93.9)                   | 32.0 (89.6)                   | 27.9 (82.2)                   | 24.9 (76.8)                   | 24.8 (76.6)                   | 27.3 (81.1)                   | 31.3 (88.3)                   | 34.7 (94.5)                   | 36.6 (97.9)                   | 37.1 (98.8)                   | 31.9 (89.4)                   |
| Tối thiểu trung bình ngày °C (°F)         | 23.8 (74.8)                   | 23.3 (73.9)                   | 21.8 (71.2)                   | 18.5 (65.3)                   | 13.9 (57.0)                   | 10.0 (50.0)                   | 8.7 (47.7)                    | 10.2 (50.4)                   | 14.2 (57.6)                   | 18.5 (65.3)                   | 21.5 (70.7)                   | 23.1 (73.6)                   | 17.3 (63.1)                   |
| Thấp kỉ lục °C (°F)                       | 15.4 (59.7)                   | 13.1 (55.6)                   | 13.1 (55.6)                   | 6.2 (43.2)                    | 1.8 (35.2)                    | −1.3 (29.7)                   | −2.9 (26.8)                   | −1.1 (30.0)                   | 1.0 (33.8)                    | 6.1 (43.0)                    | 10.3 (50.5)                   | 13.4 (56.1)                   | −2.9 (26.8)                   |
| Lượng mưa trung bình mm (inches)          | 118.6 (4.67)                  | 100.8 (3.97)                  | 63.1 (2.48)                   | 14.1 (0.56)                   | 12.4 (0.49)                   | 6.5 (0.26)                    | 6.0 (0.24)                    | 3.6 (0.14)                    | 8.5 (0.33)                    | 17.9 (0.70)                   | 38.0 (1.50)                   | 74.9 (2.95)                   | 464.4 (18.29)                 |
| Số ngày mưa trung bình (≥ 1 mm)           | 7.9                           | 7.1                           | 4.0                           | 1.4                           | 1.2                           | 0.7                           | 0.6                           | 0.6                           | 0.9                           | 2.3                           | 4.0                           | 6.0                           | 36.7                          |
| Độ ẩm tương đối trung bình buổi chiều (%) | 35                            | 38                            | 32                            | 27                            | 29                            | 28                            | 25                            | 20                            | 18                            | 18                            | 22                            | 27                            | 27                            |
| Số giờ nắng trung bình ngày               | 8.7                           | 8.8                           | 9.0                           | 9.6                           | 9.4                           | 9.5                           | 9.8                           | 10.4                          | 10.3                          | 10.0                          | 9.7                           | 9.3                           | 9.5                           |
| Nguồn: Cục Khí tượng Úc                   |                               |                               |                               |                               |                               |                               |                               |                               |                               |                               |                               |                               |                               |